# Cell Broadcast

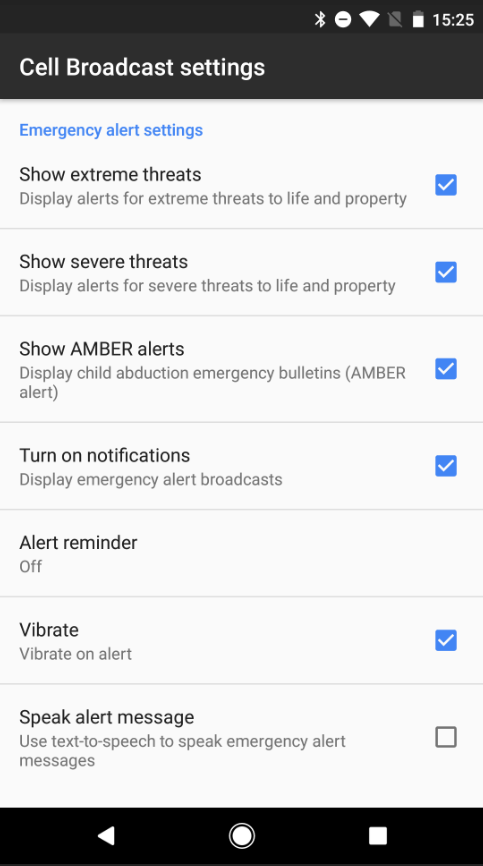
Публічні попередження з використанням вбудованої функції Cell Broadcast на Android 7.1

Cell Broadcast — функція мережі GSM, що дозволяє мобільному оператору передавати різноманітну інформацію, що може бути відображена на дисплеї мобільного телефону. На відміну від служби коротких повідомлень від точки до точки (SMS-PP), Cell Broadcast — це служба обміну повідомленнями з геотаргетингом і геозоною «один до багатьох».

## Історія
Передача повідомлень Cell Broadcast була вперше продемонстрована в Парижі в 1997 році. Деякі оператори мобільного зв'язку використовували Cell Broadcast для передачі коду зони антенної комірки мобільному користувачеві (через канал 050), для загальнонаціонального або загальноміського оповіщення, зведень погоди, масових повідомлень, location-based новини і т. д. Cell Broadcast широко використовується з 2008 року основними операторами мереж в Азії, США, Канаді, Південній Америці та Європі. Не у всіх операторів активована функція обміну повідомленнями Cell Broadcast в своїй мережі, але більшість використовуваних в даний час мобільних телефонів підтримують Cell Broadcast.

## Обслуговування
Одне повідомлення Cell Broadcast може одночасно дістатись до великої кількості телефонів.

## Приклади
Приклади систем попередження, які також використовують Cell Broadcast:

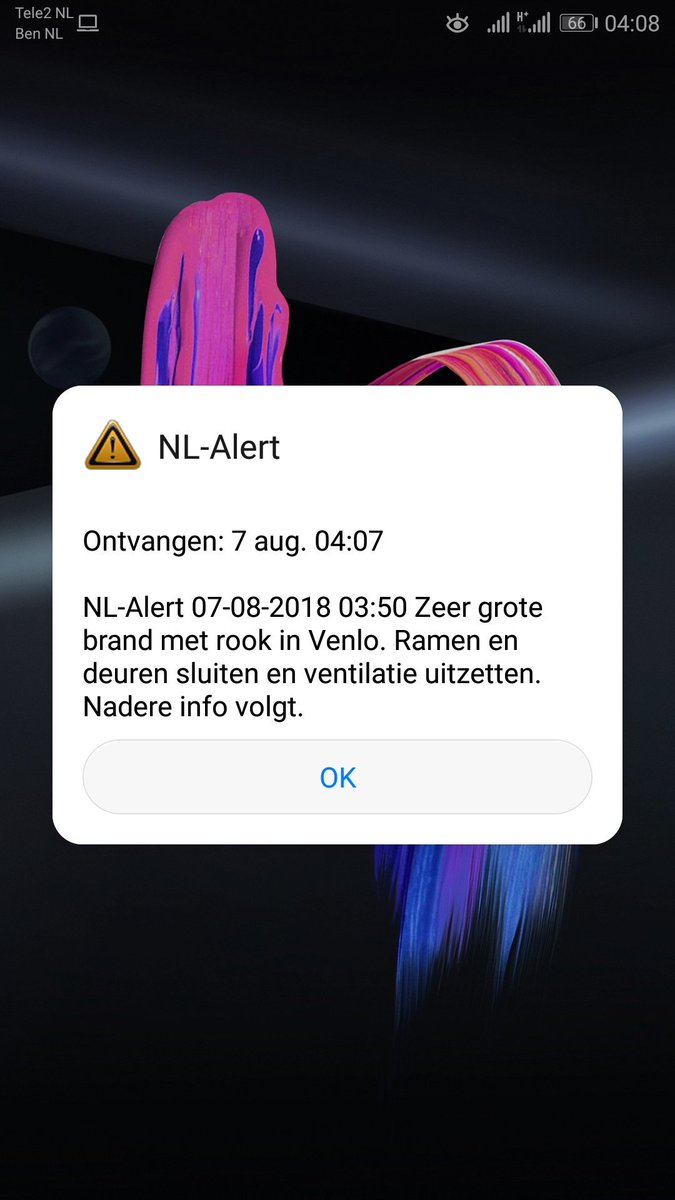
Повідомлення Cell Broadcast EU-Alert/NL-Alert в районі Венло (Нідерланди) 7 серпня 2018 року через сильну токсичну пожежу

- Японія — Раннє попередження про землетрус (緊急地震速報, kinkyū jishin sokuhō) Earthquake Early Warning, J-Alert
- Канада — Alert Ready
- США — Emergency Alert System, Wireless Emergency Alerts
- Нова Зеландія — Emergency Mobile Alert (активний з 2018 року)
- Європейський Союз — EU-Alert (переважно в плануванні)
- Нідерланди — NL-Alert (відповідає вимогам ЄС, діє з 2012 року)
- Литва — LT-Alert[2]
- Румунія — RO-Alert
- Греція — GR-Alert (тест з кінця 2019 року)[3]
- Італія — IT-Alert (має бути активним з початку 2020 року)[4]
- Південна Корея — Korean Public Alert Service. В основному побудований на багатомовній програмі, текстові повідомлення також надсилаються за допомогою Cell Broadcast.
- Республіка Китай (Тайвань) — Public Warning System[5]
- Шрі-Ланка — Disaster and Emergency Warning Network
- Філіппіни — Emergency Cell Broadcast System
- Чилі — Sistema de Alerta de Emergencias (SAE)
- Перу — Sismate (активний на початку 2020 року)[6]
- Ізраїль — National Message
- Данія — буде активним з червня 2022 року[7].
- Україна — Дослідна експлуатація[8].